# Stauferstele

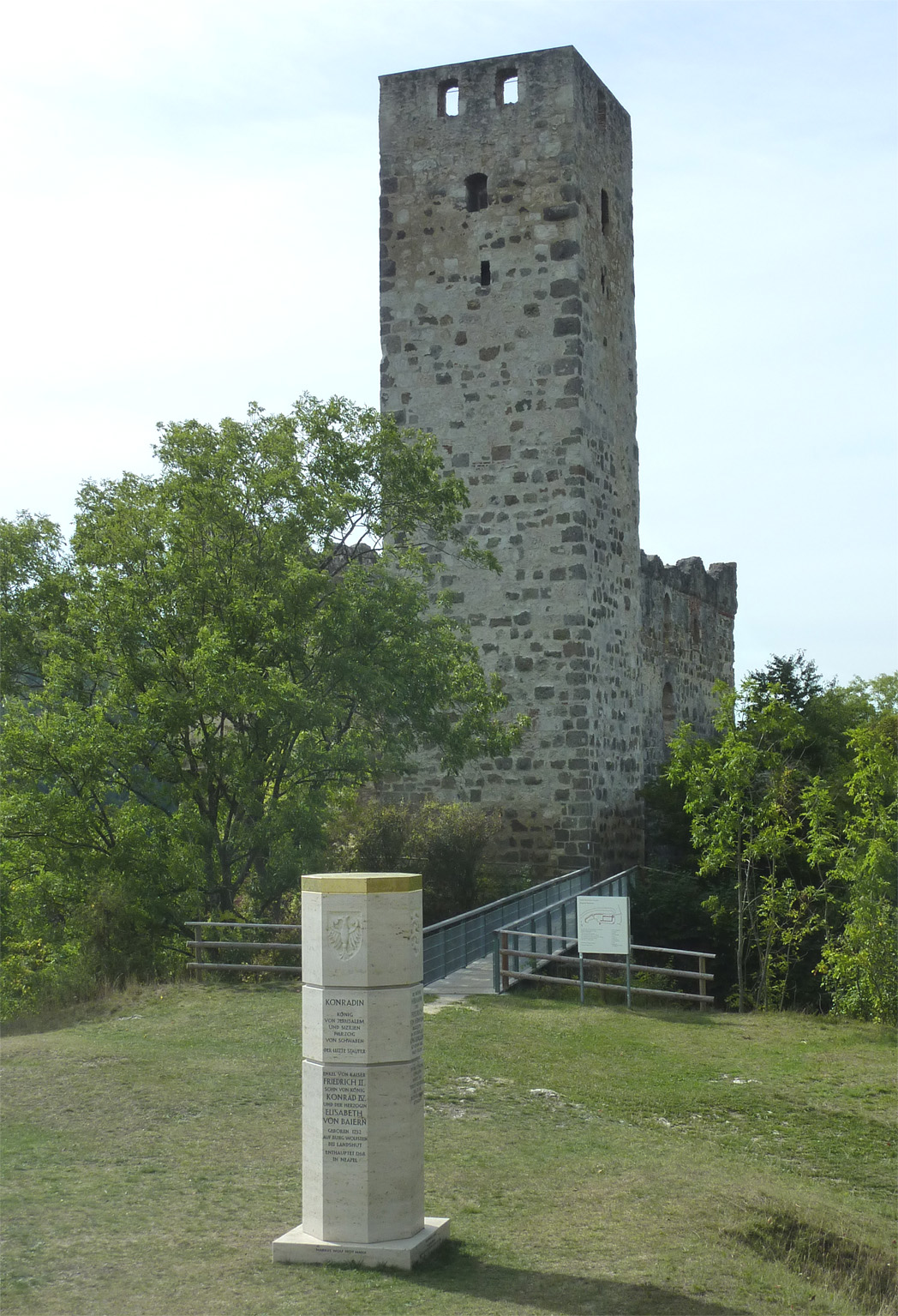
2012 eingeweihte Stauferstele vor der Burg Niederhaus

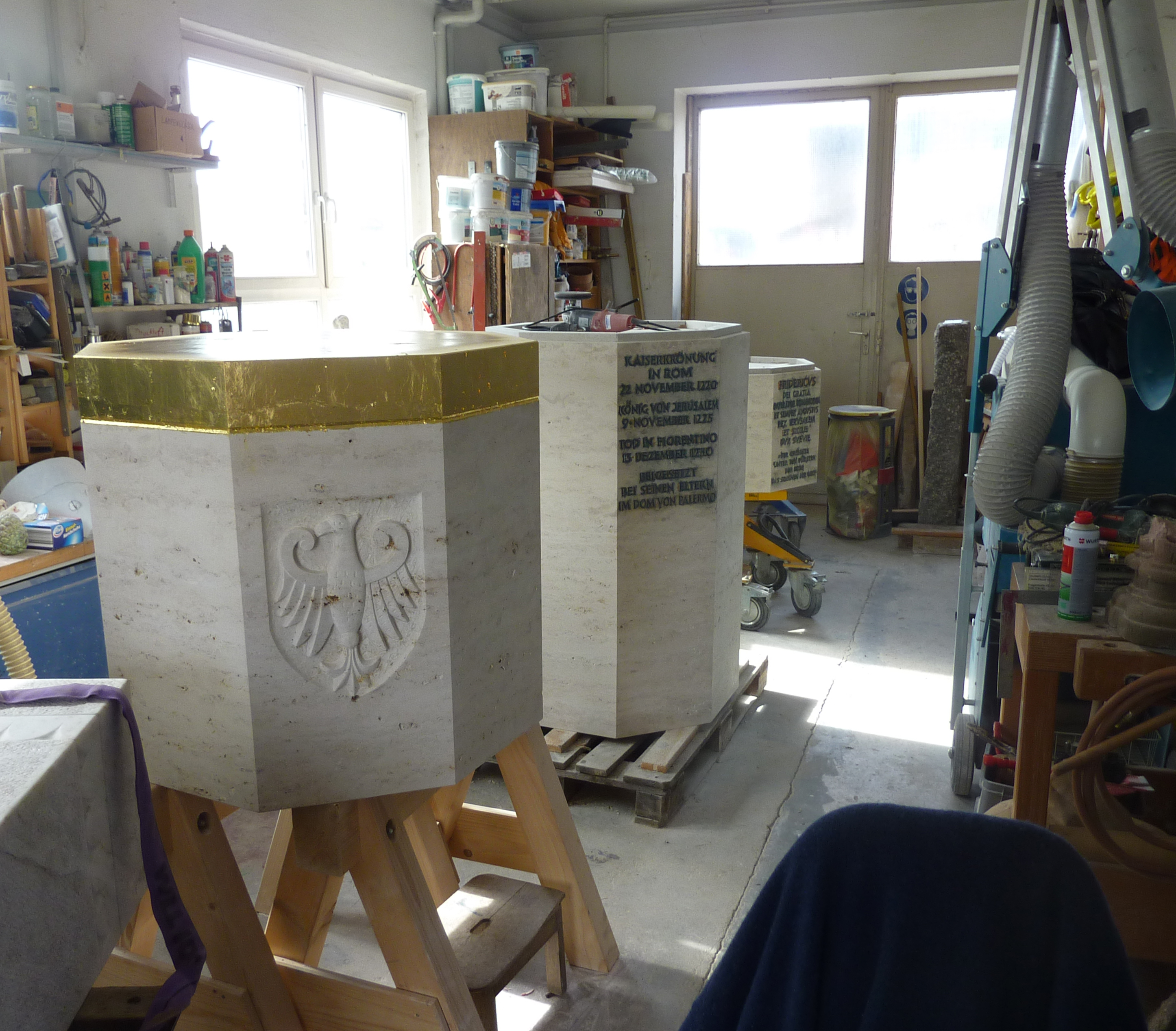
Einzelteile einer Stauferstele in der Bildhauerwerkstatt von Markus Wolf

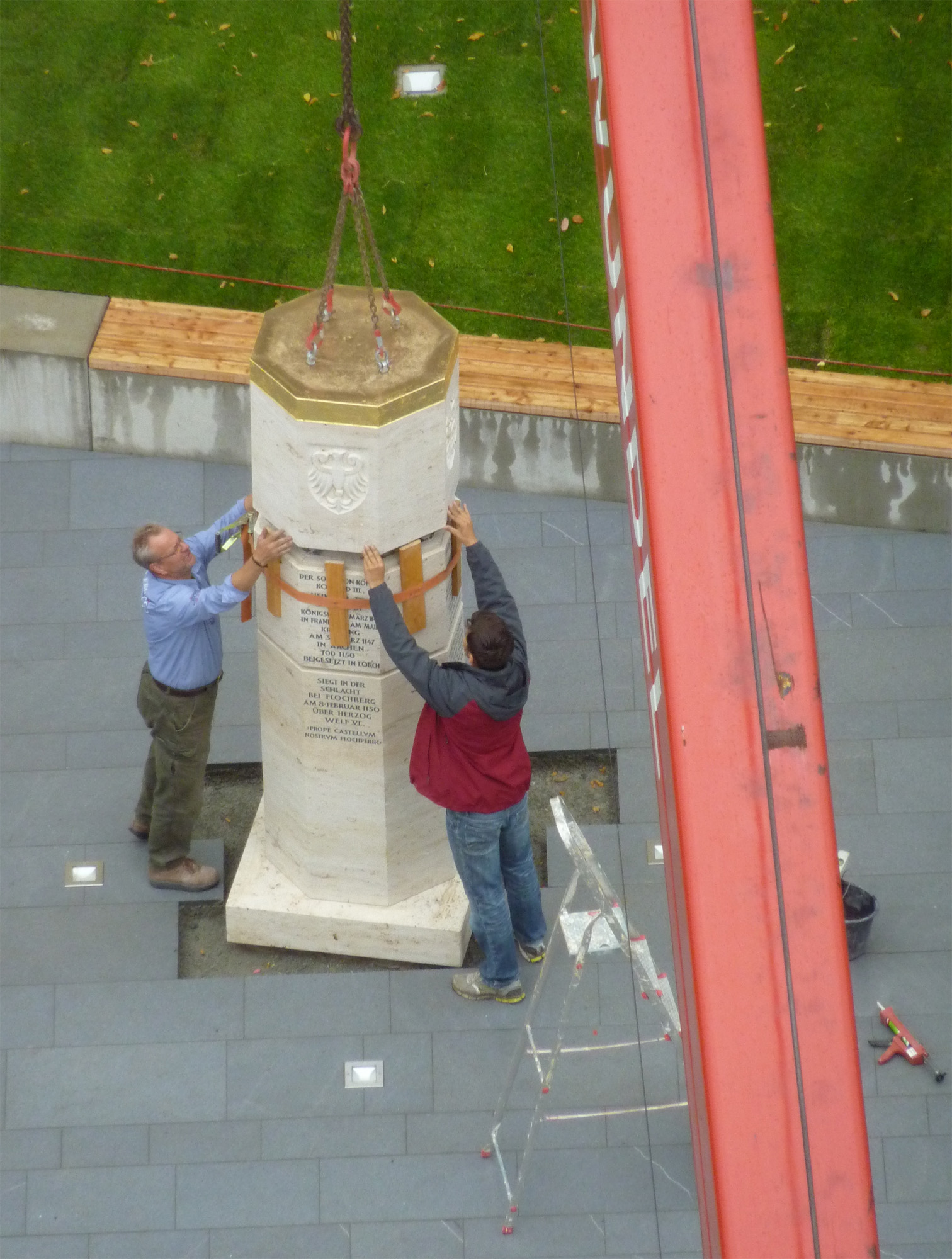
Markus Wolf (links) beim Aufbau der Stauferstele in Bopfingen (2014)

Stauferstelen sind oktogonale Gedenksteine, die an die Staufer erinnern, die im Hochmittelalter römisch-deutsche Könige und Kaiser waren. Bildhauer dieser Denkmäler ist Markus Wolf aus Stuttgart-Plieningen.
Die erste Stauferstele wurde am 13. Dezember 2000, dem 750. Todestag des letzten Stauferkaisers Friedrich II., in den Ruinen des Castel Fiorentino in Italien eingeweiht. Es folgten Stelen in Deutschland, Frankreich, Österreich, Tschechien und den Niederlanden. Zwischen 2002 und 2018 wurden die Inschriften der Stelen vom Komitee der Stauferfreunde konzipiert.

## Oktogonale Form
Die Stauferstelen greifen den oktogonalen Grundriss auf, den beispielsweise auch das von Friedrich II. gebaute Castel del Monte aufweist. Sie bestehen aus vier Teilen (Basis, Schaftstück, Mittelstück, Kronenstück). Sie sind ab Oberkante der Basis 2,5 Meter hoch und haben bei einer Seitenlänge von 33 Zentimetern eine Breite (Abstand zwischen zwei gegenüberliegenden Flächen) von 80 Zentimetern. Den oberen Abschluss bildet ein die achteckige Reichskrone symbolisierendes goldenes Band. Die Inschriften sind immer auf vier der acht Seitenflächen verteilt. Über den vier Inschriften ist jeweils ein Wappen eingemeißelt. Einzige Ausnahme ist die Stele in Klosterneuburg, wo auf einer Seite zwei Wappen stehen.
Die Stele auf dem Hohenstaufen ist 88 Zentimeter breit und 2,75 Meter hoch. Sie ist damit 10 % größer als alle anderen Stelen, was diesen Berg als Namensgeber für das Geschlecht der Staufer hervorheben soll.

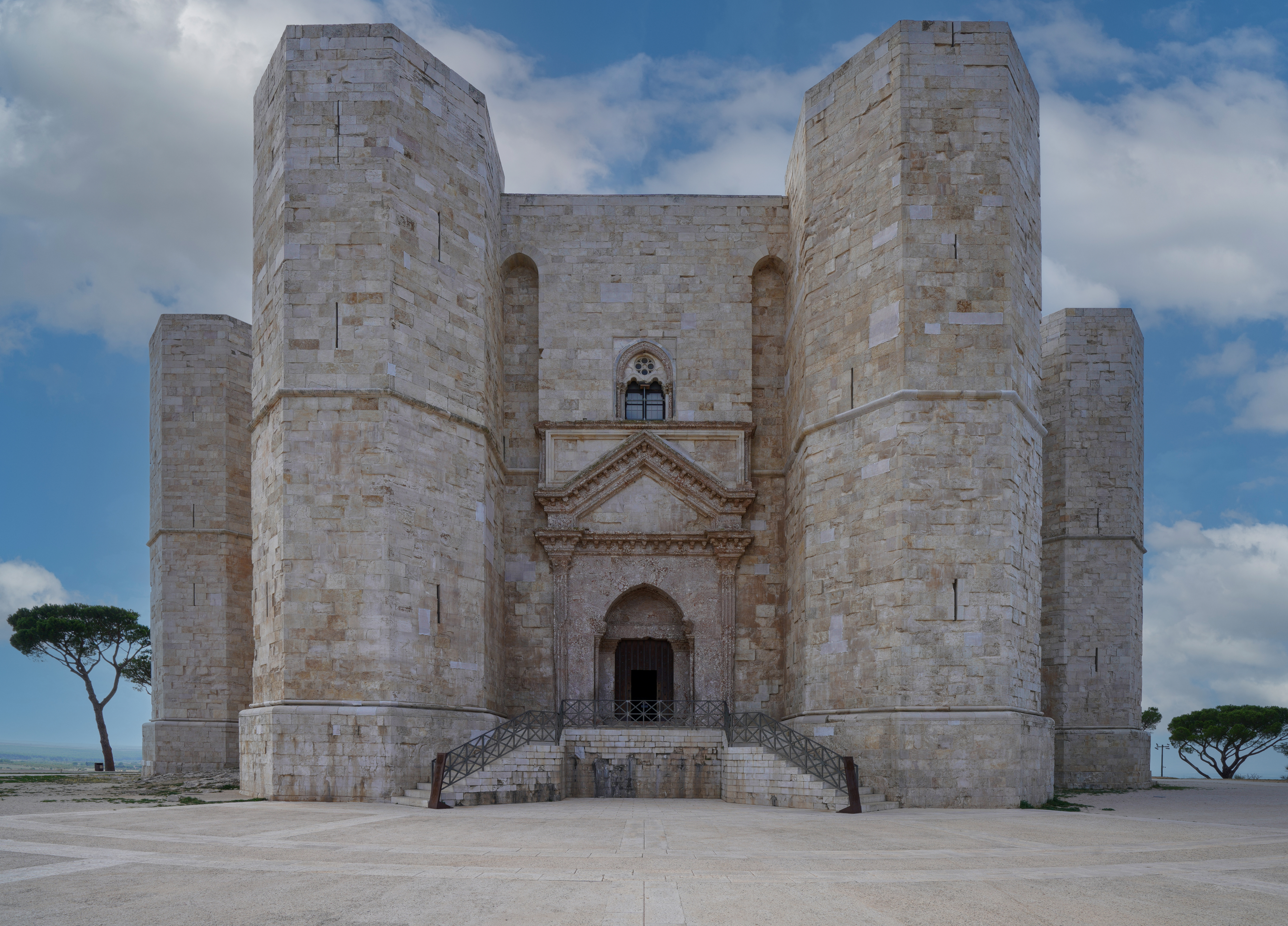
Castel del Monte
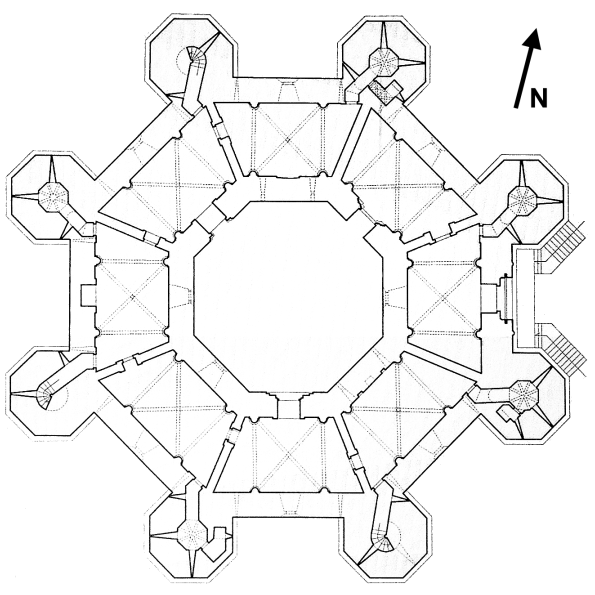
Oktogonaler Grundriss des Castel del Monte
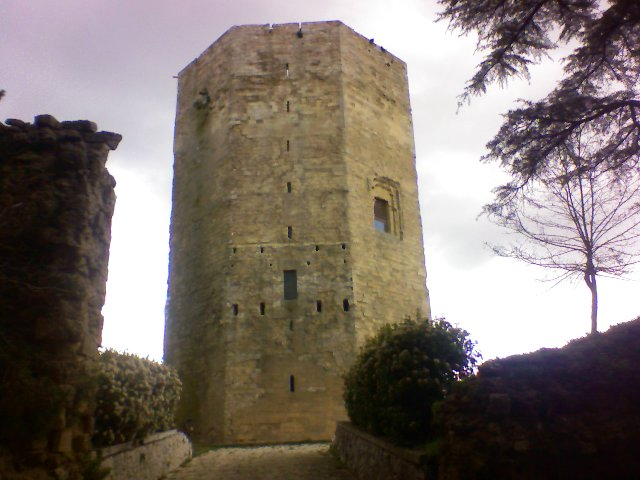
Oktogonaler Torre di Federico II in Enna auf Sizilien

## Material
Die Mehrzahl der Stelen besteht aus rahmweiß gebändertem Jura-Travertin (eine spezielle Sorte von Jura-Marmor) aus Pappenheim im Altmühltal. Abweichend besteht die Stele auf dem Hohenstaufen aus apulischem Trani-Marmor, während die beiden Stelen in Hagenau und auf dem Trifels aus rotem Sandstein aus den Vogesen angefertigt sind.
Eine Stele wiegt einschließlich Basisplatte 4,5 Tonnen. Alle Stelen sind massiv, dies führt zu der imposanten Wirkung.
Die Stele in Fiorentino ist zudem erdbebensicher gelagert: im Inneren der Stele befindet sich ein Verankerungssystem, das bei horizontal auftretenden Kräften wie bei einem Erdbeben zum Verschieben der Trommeln führt und nicht zur Zerstörung. Bei der Stauferstele in Syrakus wurde die Erdbebensicherheit durch vier eiserne Gewindestangen erreicht, die  in das Betonfundament, die quadratische Basisplatte und die drei achteckigen Trommeln mit Mörtel fest eingeklebt wurden.
Bei der Stele in Schwäbisch Gmünd sind die Basisplatte und die drei achteckigen Trommeln miteinander verdübelt. Dadurch kann man diese Stele am Stück versetzen, wenn dies im Rahmen einer Großveranstaltung auf dem Johannisplatz erforderlich ist.

## Beispiel Kloster Lorch
Das Benediktinerkloster Lorch wurde um 1102 von dem Staufer Herzog Friedrich I. als Familien-Grablege gestiftet, wenngleich keiner der späteren Staufer-Könige und -Kaiser dort bestattet wurde. Die aus Jura-Travertin gefertigte Stele am Eingang vom Kloster Lorch wurde im August 2008 zum 800. Todestag von Irene von Byzanz eingeweiht. Irene war eine aus Konstantinopel stammende Kaisertochter und Frau des Stauferkönigs Philipp von Schwaben. Sie flüchtete nach der Ermordung ihres Mannes von Bamberg auf die Stammburg auf dem Hohenstaufen, starb dort kurze Zeit später und wurde im Kloster Lorch begraben. Sie ist die prominenteste Stauferin in der Lorcher Grablege. Die Stele wurde von Irene und Herbert Marek gestiftet.

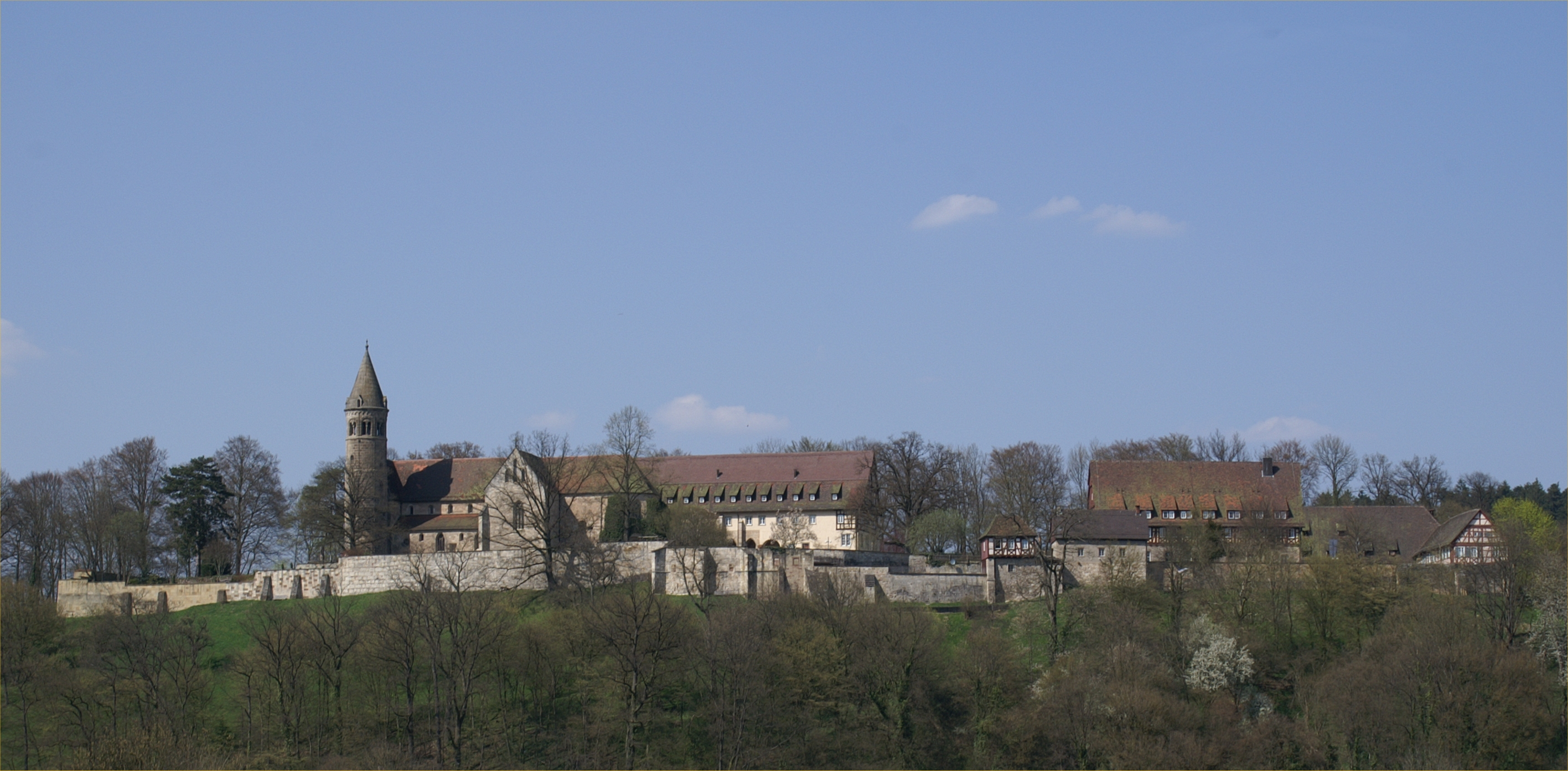
Kloster Lorch
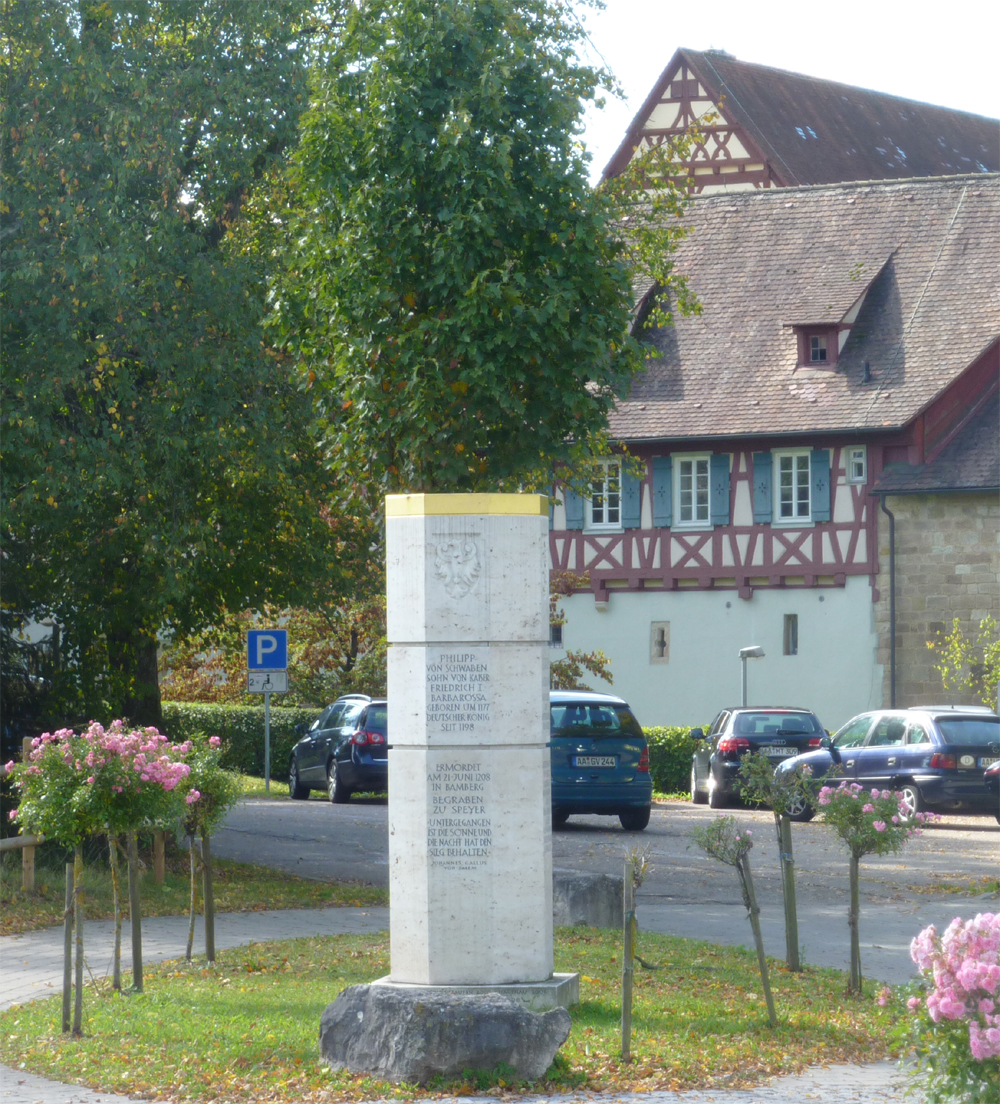
Stauferstele am Eingang zum Kloster
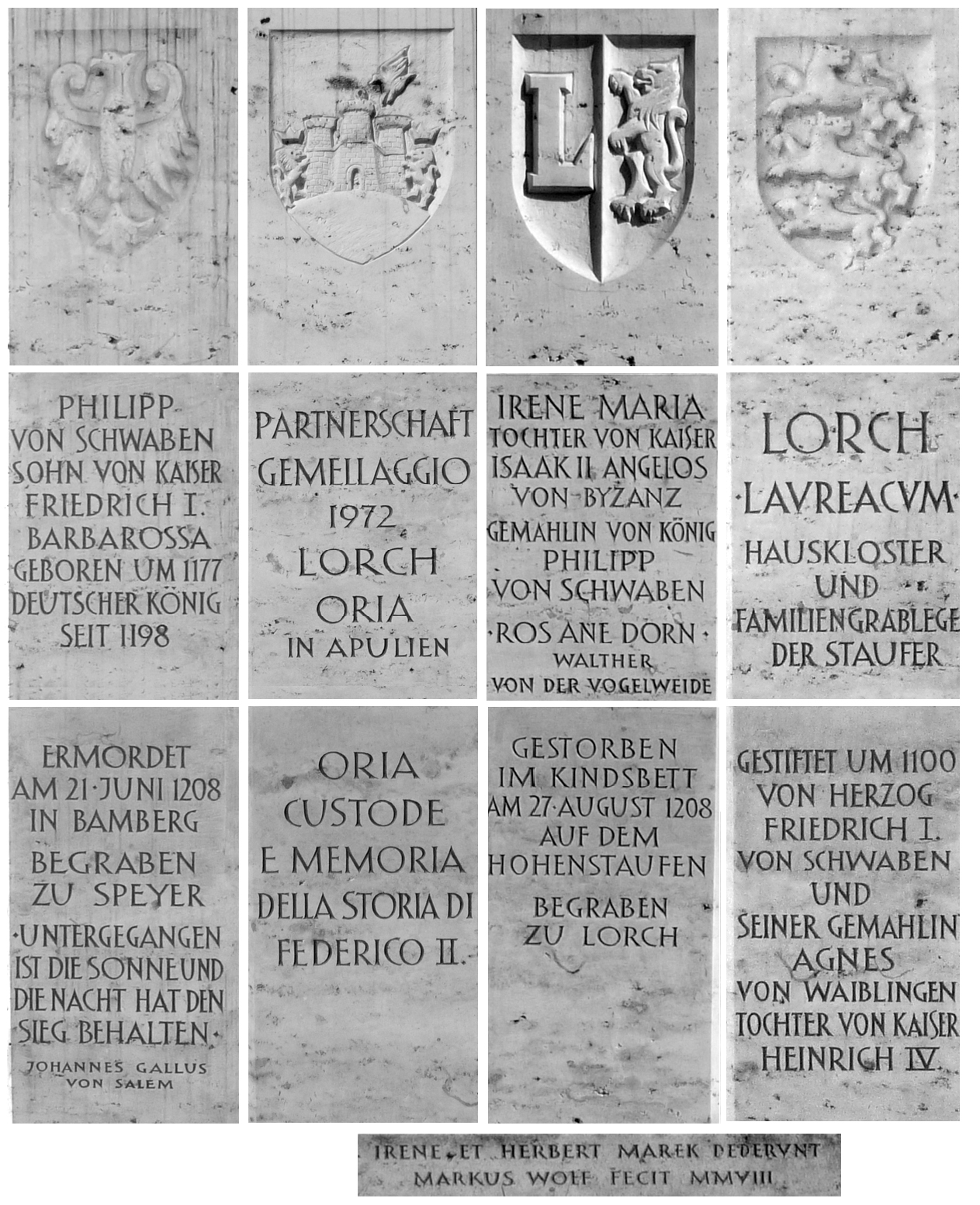
Gravuren der Stele (Nordseite, Ostseite, Südseite mit Sockel, Westseite)
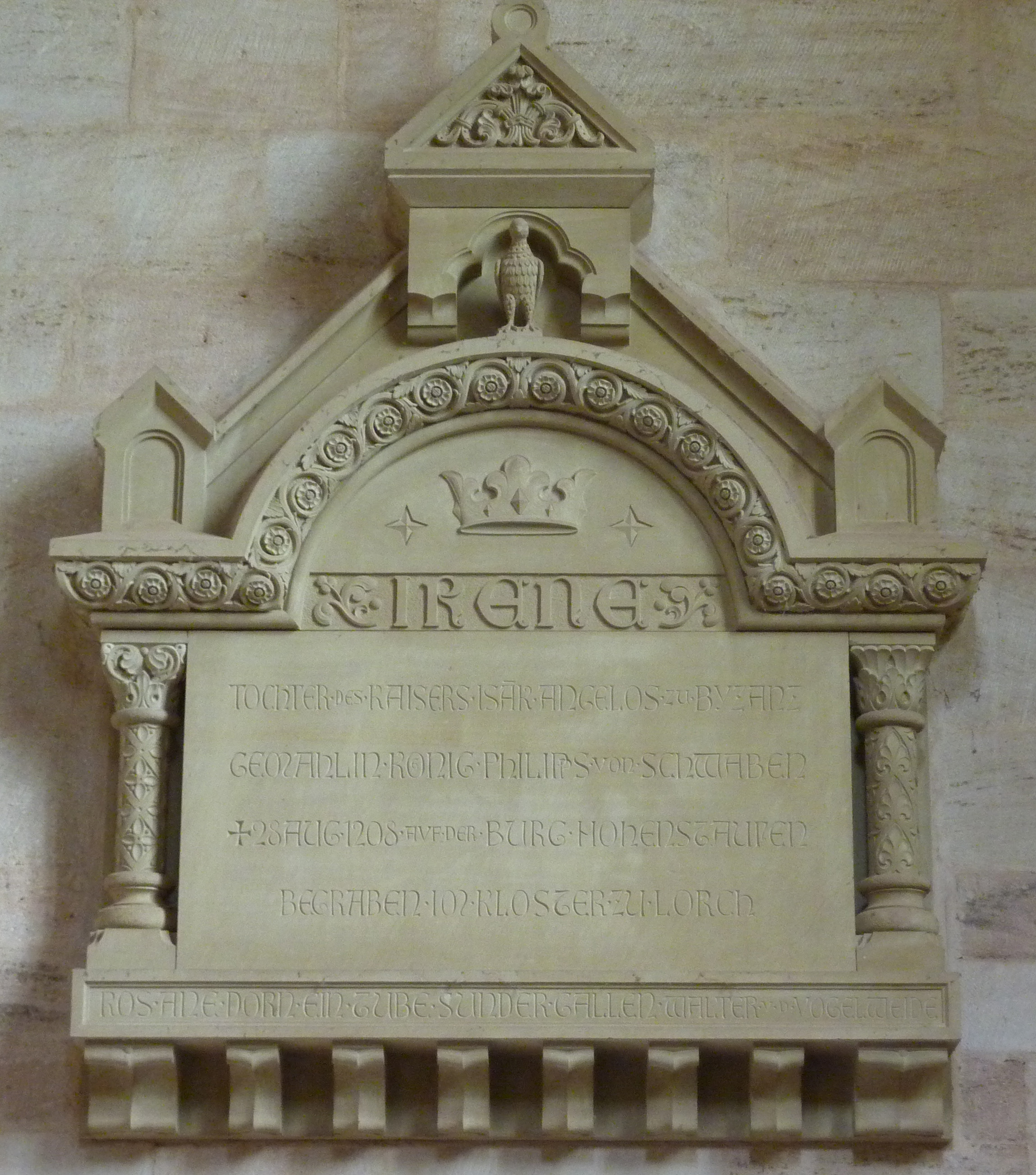
Gedenktafel für Irene von Byzanz im südlichen Querschiff der Klosterkirche (1898)

## Standorte in Italien, Frankreich, Deutschland, Österreich, Tschechien und Niederlande
- Karte mit allen Koordinaten der Stauferstelen:
- OSM |
- WikiMap

| Nr. | Jahr | Standort                                  | Lage                            | Wichtigster historischer Anlass Datum der Einweihung – Stifter | Bild |
| 1   | 2000 | Castel Fiorentino Apulien (IT)            | 41.606277777778 15.263888888889 | Kaiser Friedrich II. ist hier 1250 gestorben 13. Dezember 2000 – Amicus Friderici II. (Johann Heinrich von Stein)                                                                                     |      |
| 2   | 2002 | Hohenstaufen Baden-Württemberg (D)        | 48.743013888889 9.7167222222222 | Der erste Stauferherzog Friedrich I. hat hier um 1070 die namensgebende Stammburg der Staufer gegründet 1. Juni 2002 – Manfred Hartmann, Gerhard Raff, Johann Heinrich von Stein, Erwin Sulzberger    |      |
| 3   | 2006 | Hagenau Elsass (F)                        | 48.8157 7.7883                  | Lieblingspfalz von Kaiser Friedrich II. 21. Oktober 2006 – Renate und Adolf Heldele |      |
| 4   | 2007 | Waiblingen Baden-Württemberg (D)          | 48.831777777778 9.3144722222222 | Ursprung des Begriffs der Ghibellinen für die Anhänger der Staufer 30. Juni 2007 – Eva Mayr-Stihl und Robert Mayr                                                                                     |      |
| 5   | 2008 | Kloster Lorch Baden-Württemberg (D)       | 48.799652777778 9.705           | Der erste Stauferherzog Friedrich I. hat 1102 das Kloster als Familiengrablege gestiftet 30. August 2008 – Irene und Herbert Marek                                                                    |      |
| 6   | 2008 | Trifels Rheinland-Pfalz (D)               | 49.1968 7.97869                 | Königspfalz, in der die Staufer die Reichskleinodien aufbewahrten und 1193 Richard Löwenherz gefangen hielten 4. Oktober 2008 – Ulrich Gassmann und Reinhardt Grossmann                               |      |
| 7   | 2008 | Kloster Adelberg Baden-Württemberg (D)    | 48.757944444444 9.5981111111111 | Kaiser Friedrich I. Barbarossa hat 1188 mit seinen Söhnen der Altarweihe beigewohnt 17. Oktober 2008 – Ursula und Albrecht Egerer                                                                     |      |
| 8   | 2009 | Klosterneuburg Niederösterreich (A)       | 48.30639 16.32487               | Agnes von Waiblingen, Ehefrau des ersten Stauferherzogs Friedrich I., hat hier 1106 in zweiter Ehe den Babenberger Leopold III. geheiratet 17. April 2009 – Kreissparkasse Göppingen                  |      |
| 9   | 2009 | Bari Apulien (IT)                         | 41.1281 16.8658                 | Kaiser Friedrich II. hat hier das Normannenkastell ab 1233 erweitert 7. Mai 2009 – Peregrinus Klaus Degerlochensis                                                                                    |      |
| 10  | 2009 | Bad Wimpfen Baden-Württemberg (D)         | 49.230305555556 9.1629444444444 | Kaiser Friedrich I. Barbarossa hat hier um 1165 die größte Königspfalz nördlich der Alpen gegründet 12. Juli 2009 – Irmgard Schmid-Maybach                                                            |      |
| 11  | 2009 | Weinsberg Baden-Württemberg (D)           | 49.153055555556 9.2838333333333 | König Konrad III. hat hier 1140 über Welf VI. gesiegt (Weibertreu-Sage) 19. September 2009 – Hermann Windmüller                                                                                       |      |
| 12  | 2010 | Rothenburg ob der Tauber Bayern (D)       | 49.376534 10.174212             | König Konrad III. hat hier nach 1142 eine Reichsburg gegründet 19. September 2010 – Gunter Haug und Gerhard Raff                                                                                      |      |
| 13  | 2011 | Besigheim Baden-Württemberg (D)           | 48.998277777778 9.1436944444444 | Der spätere Kaiser Friedrich I. Barbarossa hat 1153 die Schenkung des Hofs Besigheim vom Kloster Erstein an Hermann III. von Baden bestätigt 7. Mai 2011 – Ulrich Hartmann                            |      |
| 14  | 2012 | Schwäbisch Gmünd Baden-Württemberg (D)    | 48.799644444444 9.7962083333333 | Älteste, vor 1162 gegründete Stauferstadt 31. März 2012 – Margarete Nuding |      |
| 15  | 2012 | Markgröningen Baden-Württemberg (D)       | 48.904722222222 9.0811666666667 | Hartmann I. von Grüningen hat 1246 bei der Schlacht von Frankfurt verräterisch die Seite gewechselt und so den Untergang der Staufer eingeleitet 21. April 2012 – Annemarie und Heinz Griesinger      |      |
| 16  | 2012 | Burg Niederhaus Bayern (D)                | 48.790642 10.49702              | Burg Friedrichs von Hürnheim, der 1268 zusammen mit Konradin in Neapel enthauptet wurde 6. Mai 2012 – "Wirtemberg dedit" (Wunschstele)                                                                |      |
| 17  | 2012 | Göppingen Baden-Württemberg (D)           | 48.705111111111 9.6568611111111 | Kaiser Friedrich I. Barbarossa hat 1154 "apud Geppingen" eine Urkunde für das Kloster Lorch ausgestellt 15. Juni 2012 – Familie Ulrich Weiss                                                          |      |
| 18  | 2012 | Ellwangen Baden-Württemberg (D)           | 48.963972222222 10.141194444444 | Der Ellwanger Abt Kuno I. hat 1220 in Rom die Krönung von Friedrich II. mit Papst Honorius III. verhandelt 9. September 2012 – Georg und Ursula Lochner                                               |      |
| 19  | 2012 | Kloster Maulbronn Baden-Württemberg (D)   | 49.000555555556 8.8141944444444 | Kaiser Friedrich I. Barbarossa hat das Kloster 1156 unter seinen Schutz gestellt 15. September 2012 – Irmgard Schmid-Maybach                                                                          |      |
| 20  | 2012 | Justingen Baden-Württemberg (D)           | 48.387194444444 9.6621944444444 | Anselm von Justingen hat 1212 den späteren Kaiser Friedrich II. von Sizilien nach Deutschland geholt 7. Oktober 2012 – Bernd Krißler und Ursula Krißler-Zink                                          |      |
| 21  | 2013 | Cheb Tschechien                           | 50.0807 12.36652                | Der spätere Kaiser Friedrich II. hat 1213 in Eger (heute: Cheb) eine wichtige Urkunde ausgestellt 12. Juli 2013 – Annemarie Marliese Meissner                                                         |      |
| 22  | 2013 | Bad Boll Baden-Württemberg (D)            | 48.639055555556 9.6169444444444 | Berta von Boll, möglicherweise Schwester des Stauferkönigs Konrad III., hat hier eine Propstei gestiftet 3. Oktober 2013 – Elisabeth Meyer-Fezer und Friedrich Meyer (†)                              |      |
| 23  | 2013 | Dinkelsbühl Bayern (D)                    | 49.06875 10.32026               | Kaiser Friedrich I. Barbarossa hat um 1170/1180 die Stadt gegründet 12. Oktober 2013 – Ingeborg und Andreas Raab                                                                                      |      |
| 24  | 2014 | Heilbronn Baden-Württemberg (D)           | 49.140583333333 9.21825         | Nordhäuser Vertrag von König Heinrich (VII.) war 1225 Zwischenschritt auf dem Weg zur Stadtrechtsverleihung 1281 1. März 2014 – Barbara Weingart, Susanne Rettenmaier und Otto Maximilian Rettenmaier |      |
| 25  | 2014 | Hohenneuffen Baden-Württemberg (D)        | 48.555711111111 9.3934583333333 | Heinrich I. von Neuffen hat 1212 den späteren Kaiser Friedrich II. von Sizilien nach Deutschland geholt 3. Mai 2014 – Mechthild und Roland Munk                                                       |      |
| 26  | 2014 | Wäscherburg Baden-Württemberg (D)         | 48.767033333333 9.7062861111111 | Staufische Dienstmannenburg, die um 1230 in Sichtweite der Stammburg auf dem Hohenstaufen errichtet wurde 28. September 2014 – Hariolf Kottmann                                                       |      |
| 27  | 2014 | Bopfingen Baden-Württemberg (D)           | 48.85698 10.352317              | Schlacht bei Flochberg im Jahr 1150 mit dem Sieg des Staufers Heinrich (VI.) über Welf VI. 11. Oktober 2014 – Werner Schülen                                                                          |      |
| 28  | 2014 | Baden-Baden Baden-Württemberg (D)         | 48.77654 8.24297                | Zusammenarbeit der Markgrafen von Baden mit den Staufern 18. Oktober 2014 – Normann Huck |      |
| 29  | 2015 | Kloster Denkendorf Baden-Württemberg (D)  | 48.692044 9.314641              | König Konrad III. und Kaiser Friedrich I. Barbarossa nahmen das Kloster unter ihren Schutz 25. April 2015 – Helga Dausinger-Illg und Friedrich Dausinger                                              |      |
| 30  | 2015 | Bamberg Bayern (D)                        | 49.891322 10.879102             | Grabstätte von König Konrad III. im Dom, Ermordung von König Philipp von Schwaben in der Alten Hofhaltung 13. Juni 2015 – Elfriede und Hartmut Hübler                                                 |      |
| 31  | 2015 | Königstein im Taunus Hessen (D)           | 50.18226 8.46116                | Kuno I. von Münzenberg, ein Reichskämmerer der Staufer, war Besitzer der Burg Königstein 13. September 2015 – Jutta Kempf-Mack und Roland Mack                                                        |      |
| 32  | 2016 | Esslingen am Neckar Baden-Württemberg (D) | 48.742124 9.305028              | Der spätere Kaiser Friedrich II. schenkte 1213 die Pfarrkirche von Esslingen dem Domkapitel von Speyer 4. Juni 2016 – Stiftung Esslinger Kulturpreis                                                  |      |
| 33  | 2017 | Güglingen Baden-Württemberg (D)           | 49.066709 9.00145               | Ersterwähnung 1188 in einem Vertrag zwischen Kaiser Friedrich I. Barbarossa und König Alfons VIII. von Kastilien 1. April 2017 – Luise Layher                                                         |      |
| 34  | 2017 | Ettlingen Baden-Württemberg (D)           | 48.93984 8.40607                | Stadtgründung durch die Staufer spätestens 1220 30. April 2017 – Bürger von Ettlingen |      |
| 35  | 2018 | Nijmegen Niederlande                      | 51.847777777778 5.8705555555556 | Kaiser Heinrich VI. wurde 1165 in der Pfalz von Nijmegen geboren 28. April 2018 – Maria und Willem van Agtmael                                                                                        |      |
| 36  | 2018 | Speyer Rheinland-Pfalz (D)                | 49.317829 8.442744              | Grablege von Kaiserin Beatrix von Burgund und König Philipp von Schwaben, über sechzig Hoftage der Staufer 2. Juni 2018 – Luise Layher                                                                |      |
| 37  | 2018 | Syrakus Sizilien (IT)                     | 37.053855 15.295358             | Von Kaiser Friedrich II. erbautes Kastell 21. Juli 2018 – Susanne Bošnjaković-Büscher |      |
| 38  | 2018 | Reutlingen Baden-Württemberg (D)          | 48.49077 9.2162                 | Erfolgreiche überstandene Belagerung durch stauferfeindliche Anhänger von Gegenkönig Heinrich Raspe im Jahr 1247 21. September 2018 – Detlef und Lothar Guhl                                          |      |
| 39  | 2022 | Selm Nordrhein-Westfalen (D)              | 51.69599 7.46446                | Otto von Cappenberg war Taufpate von Kaiser Friedrich I. Barbarossa 23. Februar 2022 – Ralf Schaltenbrand                                                                                             |      |

## Kritik
Das selbstgesteckte Ziel des Komitees der Stauferfreunde bestand darin, an Europas herausragendsten Stauferstätten derartige Denkmäler zu errichten. Tatsächlich stehen jedoch siebzig Prozent der Stauferstelen in Baden-Württemberg sowie unmittelbar angrenzend in Bayern (Stand Juni 2018) und dort häufig an Orten, die für die Geschichte der Staufer eher bedeutungslos waren. Andererseits fehlen im übrigen Deutschland und in Italien, den beiden Hauptwirkungsgebieten der Staufer, noch fast alle bedeutenden Orte. Auch Spanien ist (Stand Juni 2018) nicht berücksichtigt, ebenso die Türkei und der Nahe Osten mit Schauplätzen dreier Kreuzzüge unter Führung staufischer Könige und Kaiser.
An den seit 2011 errichteten Stauferstelen ist für den Betrachter nicht mehr zu erkennen, dass sie keine normalen Einzeldenkmale sind, sondern als Stauferstele zu einem staatenübergreifenden Netzwerk gehören. Entsprechende Kritik aufgreifend steht seit der Stauferstele in Güglingen explizit auf dem Sockel, dass es sich um eine Stauferstele handelt, und dies auch mit der Angabe, die wievielte es ist.
Ein weiterer Kritikpunkt sind vierzig teils harmlose, teils aber auch gravierende Unrichtigkeiten und Irreführungen auf den Inschriften von dreiundzwanzig Stelen. Diese sind in einer  Errata-Liste dokumentiert.
Die Stauferstele in Baden-Baden fiel bereits mehrfach Vandalismus zum Opfer, was möglicherweise mit einem ungünstig gewählten Standort zusammenhängt.